# Downhill Lullaby
„Downhill Lullaby“ je píseň americké zpěvačky Sky Ferreiry. Vydána byla dne 27. března 2019 jako zpěvaččina první autorská píseň od roku 2013, kdy vydala album Night Time, My Time (v mezidobí vydala například píseň „Easy“, což je coververze písně ze sedmdesátých let, kterou Ferreira nazpívala pro film Baby Driver). Ferreira se o nové hudbě zmiňovala již několik let. Počátkem března 2019 na Twitteru uvedla, že do konce měsíce vydá novou píseň, která „není popovou písní.“ Název písně a obal singlu byl zveřejněn 21. března. Autorsky se na písni kromě Ferreiry podílela novozélandská zpěvačka Tamaryn Brown a také Jorge Elbrecht, který ji zároveň produkoval. Píseň byla inspirována tvorbou hudebníků, jako jsou John Cale, Mica Levi a Krzysztof Penderecki.